# Georg August Carl Mönckeberg
Georg August Carl Mönckeberg (* 19. Februar 1816 in Hamburg; † 9. September 1874 in Westerland auf Sylt) war ein deutscher Riemer- und Sattlermeister.

## Leben
Georg August Carl Mönckeberg war Sohn des Georg Heinrich Mönckeberg, der aus Rodenberg stammte. Er war Ältermann des Amts der Riemer und Sattler in Hamburg. Mönckeberg wurde 1848 zum Ersatzmann für die Hamburger Konstituante gewählt und zu deren 9. Sitzung am 6. Januar 1849 einberufen. Er war von 1859 bis 1861 Mitglied der Hamburgischen Bürgerschaft, für die er von der Erbgesessenen Bürgerschaft aus den Älterleuten der zünftigen Gewerbe erwählt wurde. Mönckeberg trat 1861 vom Amt des Ältermanns zurück und musste daher auch aus der Bürgerschaft ausscheiden.